# Хёллер, Карл
Карл Хёллер (нем. Karl Höller; 25 июля 1907, Бамберг — 14 апреля 1987, Хаусхам) — немецкий композитор и музыкальный педагог.
Сын органиста. Изучал композицию, дирижирование и орган в Вюрцбурге и Мюнхене, преподавал во Франкфурте-на-Майне, а с 1949 г. — в Мюнхенской Высшей школе музыки; в 1954—1972 гг. её руководитель (президент).
Творчество Хёллера отмечено влиянием необарокко и французского импрессионизма, а также произведений Антона Брукнера. Ему принадлежат две симфонии, Вариации на тему Фрескобальди, Вариации на тему Свелинка, Бамбергский концерт для фортепиано с оркестром, скрипичный концерт, шесть струнных квартетов, семь скрипичных сонат, другая камерная, клавирная и органная музыка.